# Earls Court

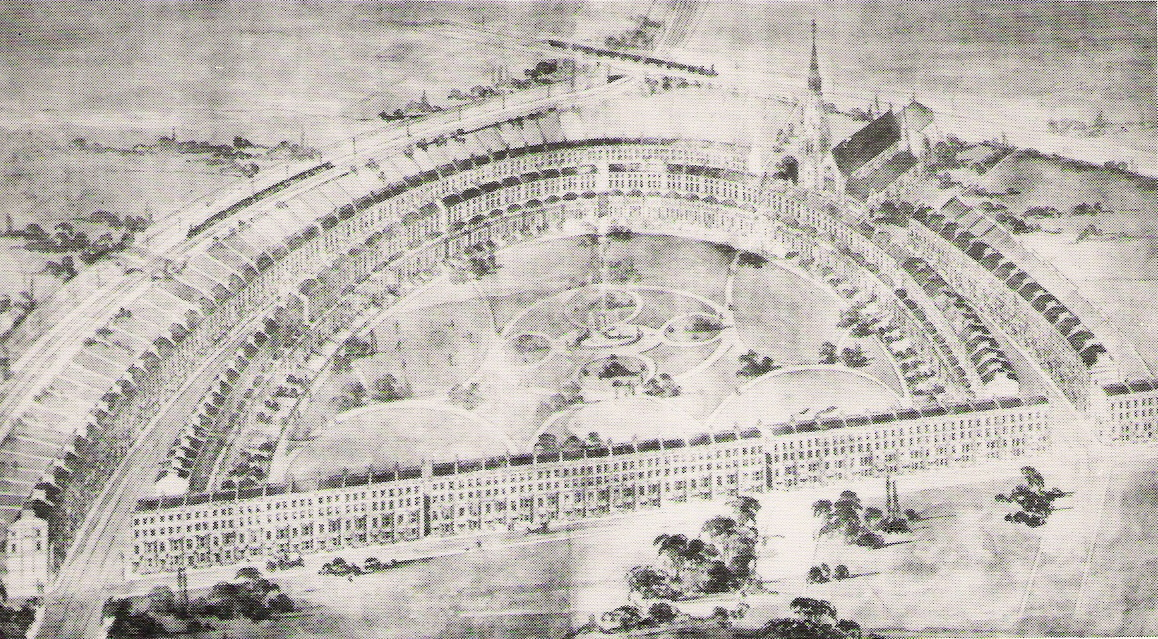
Philbeach Gardens, Earls Court, 1875, cu Biserica St. Cuthbert's Parish

Earls Court este un cartier din Cartier Regal din Kensington și Chelsea din Londra, Anglia. Acesta este un cartier în interiorul orașului, cu centrul în strada Earl's Court și străzile din împrejurimi, așezat la 3.1 mile vest sud-vest de Charing Cross. Are în margini sub-cartierele South Kensington în Est, West Kensington în vest, Chelsea în sud și Kensington la nord. Circumscripția Earl's Court avea o populație de 9,659 după recensământul din 2001. Acolo se află Centrul Expozițiilor Earls Court, unul dintre arenele interioare cele mai largi din țară și un loc foarte căutat în care se desfășoară concerte.